# Ікона Божої Матері «Живоносне джерело»
Ікона Божої Матері «Живоносне джерело» — чудотворна ікона Божої Матірі.

## Іконографія
Початковим прообразом ікони Божої Матері «Живоносне Джерело» є стародавня грецька Богоматір, написана за типом Нікопеї Кіріотісси, яка походить за композицією, в свою чергу, від ще більш давнього зображення Божої Матері, пов'язаного з відомим в стародавньому християнстві Влахернським храмом і шануванням Влахернського образу Богородиці у вигляді мармурової статуї, що знаходилася недалеко від імператорської купальні. З рук статуї текла свячена вода — агіасма.
Початково списки з ікони «Живоносне джерело» писалися без зображення безпосередньо самого джерела. Трохи пізніше в композицію образу Богоматері іконописці почали включати зображення чаші, а в ще більш пізніх списках ікони з'являється і зображення фонтану або водойми.
Одним з найбільш ранніх зображень Богоматері «Живоносне джерело» в Україні є Богоматір типу Оранти, знайдена в Криму, яка датується істориками кінцем XIII — початком XIV ст. Образ розміщений на глиняному блюді з піднятими в молитві руками.
Пізніше зображення ікони, приблизно середини XIV століття, описує церковний історик Никифор Калліст, що оповідає про зображення Богоматері в середині чаші, схожої на купіль або баптистерій і встановленої над джерелом. У чаші зображена Богоматір з Немовлям на лоні або грудей (тип Кіріотісси).
Образ Живоносного Джерела, написаний фрескою листи майстра Андроніка візантійців, знаходиться в прибудові церкви монастиря святого Павла на Афоні. Богоматір з благословляє Немовлям зображені в широкій чаші, по сторонам фрески напис грецькою «Живоносне Джерело». Фреска належить до першої половини XV століття.
З XVI ст. в українських монастирях під впливом греків з'являється звичай освячувати монастирські джерела, присвячувати їх Божій Матері та встановлювати на них списки ікони Богоматері «Живоносне Джерело».

## Історія ікони
4 квітня 450 р. воїн Лев, майбутній імператор Візантії, зустрів в гаю поблизу Константинополя, недалеко від «Золотих воріт», сліпця. В гаю знаходилося джерело, відоме своїми чудесами.
Сліпий втомився і збився з дороги. Лев пошкодував його, відвів під покров дерев, посадив відпочити, а сам тим часом вирушив до джерела, щоб набрати води і напоїти сліпця. Раптом він почув голос: «Лев! Не шукай води далеко, вона тут близько». Воїн здивувався і став шукати воду, але не зміг знайти. Коли він припинив пошуки, пролунав той же голос: «Цар Лев! Піди під покров цього гаю, зачерпни води, яку там знайдеш, і напій нею спраглого. Тіну ж, яку знайдеш в джерелі, поклади на його очі. Потім ти дізнаєшся, хто Я, освячує це місце. Я допоможу тобі незабаром спорудити тут в ім'я Моє храм, і всі, що приходять сюди з вірою і закликають Моє ім'я, отримають виконання своїх молитов і повне зцілення від недуг».
Після того, як Лев виконав веління йому голосом наказ, сліпець прозрів і самостійно відправився в Константинополь, славлячи Богоматір.
Коли в 457 р. Лев I став імператором, він не забув про явище і прогнозі Божої Матері, наказавши очистити джерело і побудувати над ним храм на честь Богородиці, назвавши його храмом Божої Матері Живоносне Джерело.
Храм неодноразово перебудовувався і прикрашався (тобто оновлювався), це було за часів імператора Юстиніана Великого, а також при імператорах Василія Македонянина і за його сина Лева Мудрого.
У Синаксарі Никифор Калліст Ксанфопул повідомляє про багатьох випадків зцілень і чудес, отриманих від води з джерела: воскресіння мертвого з Фессалії, зцілення Лева Мудрого від каменозаятія (сечокам'яна хвороба), у дружини Лева Мудрого Феофанії вода згасила зельнейшую огневицу (найсильнішу гарячку), брата Лева Стефана дозволила від птісния немочі (схильності до сухот), патріарху Єрусалимському Іоанну виправила пошкоджений слух.
Після падіння Константинополя 29 травня 1453 року храм був зруйнований і відновлений знову в 1833 році Патріархом Константі I і освячений в 1835 році (нині тут жіночий монастир) .

## Вшанування ікони
Незважаючи на відому дату явища Богоматері Льву Маркелові, святкування поновлення Константинопольської церкви Живоносного джерела і спогад великих чудес, що відбулися в храмі, відбувається не 4 квітня, а в п'ятницю Світлої седмиці, в цей же день відбувається і святкування однойменної ікони .
Служба оновлення храму Жівопріемного Джерела написана Никифором Каллістом Ксанфопулом в XIV столітті. Церковнослов'янською мовою ця служба була перекладена і додана в Цвітну Тріодь в другій половині XVII ст. Євфімієм Чудовським.
У самому богослужбовому чині на вечірній до недільних стихир на «Господи, воззвах» приєднують стихири на честь поновлення храму Живоносного Джерела. На утрені співаються два канони: Великодня і Живоносного Джерела, а також похвальні стихири Богородиці. На літургії читається Апостол і Євангеліє, присвячені Богородиці.
У церковній традиції п'ятницю Великоднього тижня виділяється особливим чином. У цей день, вперше після Великої агіасми, на Богоявлення здійснюється освячення води в усіх храмах.